# Calyptomyrmex foreli
Calyptomyrmex foreli  (лат.) — вид мелких муравьёв рода Calyptomyrmex из подсемейства Myrmicinae (Formicidae). Африка (Габон, Эритрея, Эфиопия, ЮАР).

## Описание
Мелкие муравьи, длина тела около  мм. От других африканских видов рода отличается дорзумом головы с продольным морщинками на каждой стороне, которые расходятся кпереди, с сетчатостью у затылка (у близкого вида Calyptomyrmex tensus они ). Основная окраска тела коричневого цвета. Голова и тело покрыты чешуевидными волосками. Проподеум угловатый, но без явных шипиков. Глаза мелкие. На голове развиты глубокие усиковые бороздки, полностью вмещающие антенны. Усики самок и рабочих 12-члениковые с булавой из 3 вершинных члеников (у самцов усики 12-члениковые, но без булавы). Максиллярные щупики 2-члениковые, нижнечелюстные щупики из 2 члеников. Наличник широкий с двулопастным выступом (клипеальная вилка). Стебелёк между грудкой и брюшком состоит из двух члеников: петиолюса и постпетиолюса (последний четко отделен от брюшка), жало развито, куколки голые (без кокона). Петиоль, постпетиоль и брюшко пунктированные. Вид был описан в 1915 году итальянским энтомологом Карло Эмери, а его валидный статус подтверждён в ходе ревизии в 1981 году английским мирмекологом Барри Болтоном (B.Bolton, British Museum (Natural History), Лондон, Великобритания). Вид назван в честь швейцарского энтомолога Огюста Фореля .